# Xenochroma roseilinea
Xenochroma roseilinea là một loài bướm đêm trong họ Geometridae.